# Rioplatensisch-Spaans

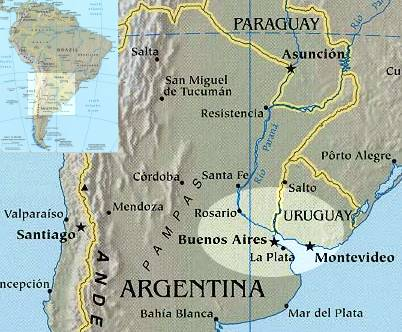
Belangrijkste stedelijke gebieden waar het dialect gesproken wordt.

Het Rioplatensisch Spaans (Spaans: castellano rioplatense) is een dialect van het Spaans dat gesproken wordt in de gebieden rond de Río de la Plata in Argentinië en Uruguay. De grootste steden waar het gesproken wordt zijn Buenos Aires, Rosario en Montevideo. Het typische kenmerk van het dialect is een speciale vorm van het yeísmo, waarbij zowel ll als y als een Nederlandse sj in plaats van een j worden uitgesproken. Er is echter ook sprake van seseo. 
Verder wordt er bij het aanspreken van iemand in de 2de persoon enkelvoud vaker vos dan tú gebruikt, een verschijnsel dat voseo heet en in Spanje vrijwel uitgestorven is.
Andes-Spaans · Caraïbisch-Spaans · Centraal-Amerikaans Spaans · Chileens-Spaans · Colombiaans Spaans · Dominicaans-Spaans · Mexicaans-Spaans · New Mexico-Spaans · Panamees-Spaans · Spaans van de Peruaanse Kust · Rioplatensisch-Spaans · Yucateeks Spaans 
Zie ook: Ladino · Portuñol · Spaans in de Verenigde Staten